# Flachsspinnerei Hirschfelde H. C. Müller
Die Flachsspinnerei Hirschfelde H. C. Müller ist ein ehemaliges Textilunternehmen aus Hirschfelde bei Zittau.

Gesamtansicht um 1905

## Entstehungsgeschichte
Gegründet wurde die Firma im Jahr 1845 als Flachsgarn-Spinnerei durch den Zittauer Kaufmann und Garnhändler Heinrich Carl Müller (1791–1876). Es war die erste Maschinen-Flachsspinnerei im Königreich Sachsen, die am Unterlauf des Kemmlitzbaches am Eingang zum Neißetal neben der bereits im 15. Jahrhundert durch den Zittauer Chronisten J. von Guben erstmals erwähnten Möle under dem Rozental (eine unmittelbar neben dem Ort Rosenthal befindliche, von der Neiße angetriebene und zu Hirschfelde gehörende Mahlmühle) entstand. Nach zweijähriger Bauzeit begann die Produktion mit zunächst 400 Beschäftigten.

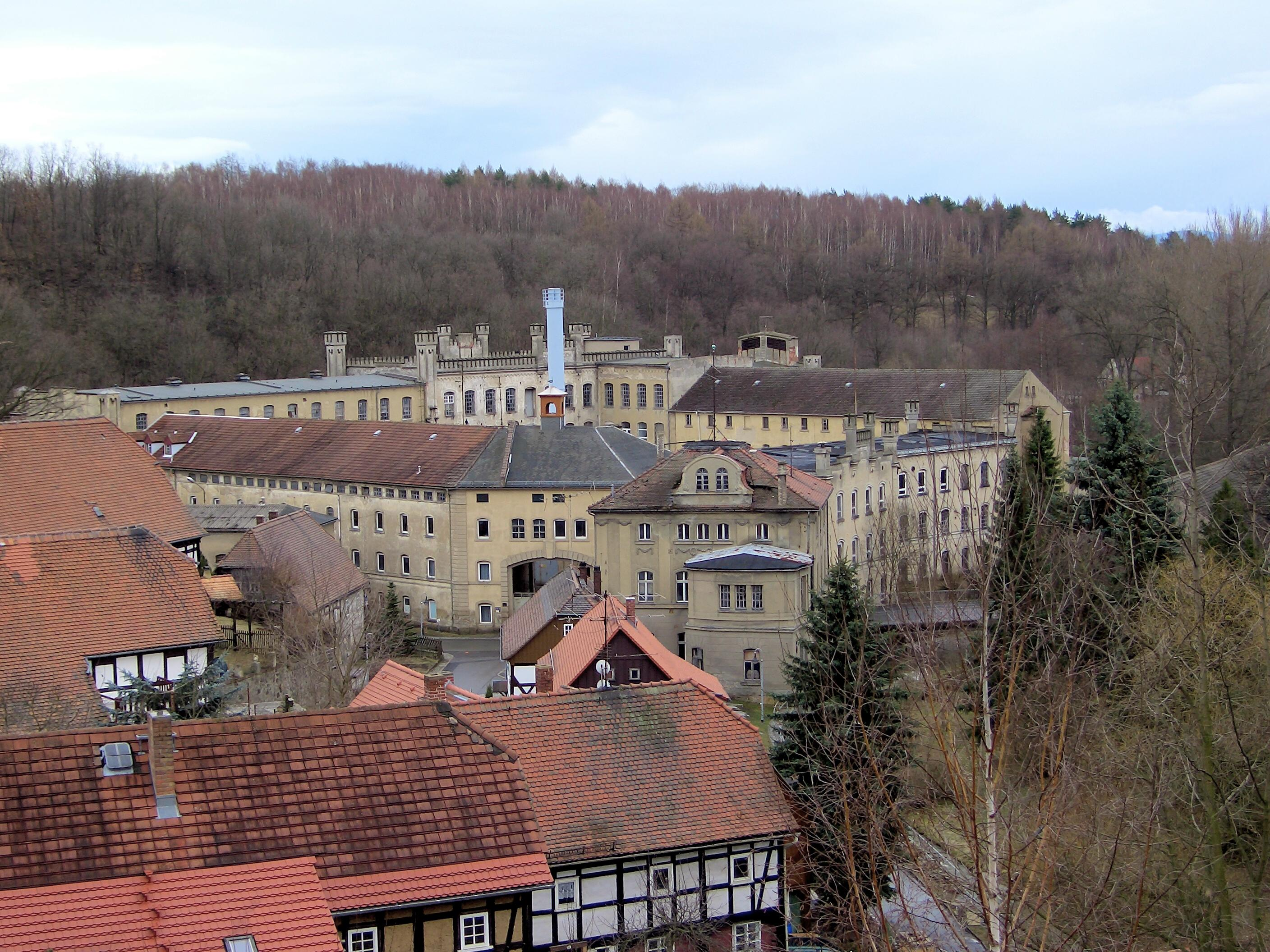
Der Betrieb im März 2006

## Betriebskrankenkasse
Bereits mit Produktionsbeginn 1847 führte der Fabrikbesitzer die Krankenpflegekasse der Müllerschen Fabrik und Flachsspinnerei zu Hirschfelde ein. Damit nahm er in Sachsen und auch in Deutschland eine Vorreiterrolle ein, da Betriebskrankenkassen zu diesem Zeitpunkt noch eine Seltenheit waren. Auch die Regelung der gesetzlichen Krankenversicherung im Kaiserreich Deutschland unter Bismarck wurde erst über 35 Jahre später verabschiedet. Im August des Jahres 1850 besichtigte der sächsische König Friedrich August II. die Flachsgarn-Spinnerei, die in der Amtshauptmannschaft Zittau zu den ersten Industriebetrieben gehörte. Infolge schwerer, tödlich verlaufender Krankheiten einiger Beschäftigter wurde ab 1865 von der Krankenkasse des Betriebes in Hirschfelde ein Krankenhaus unterhalten.

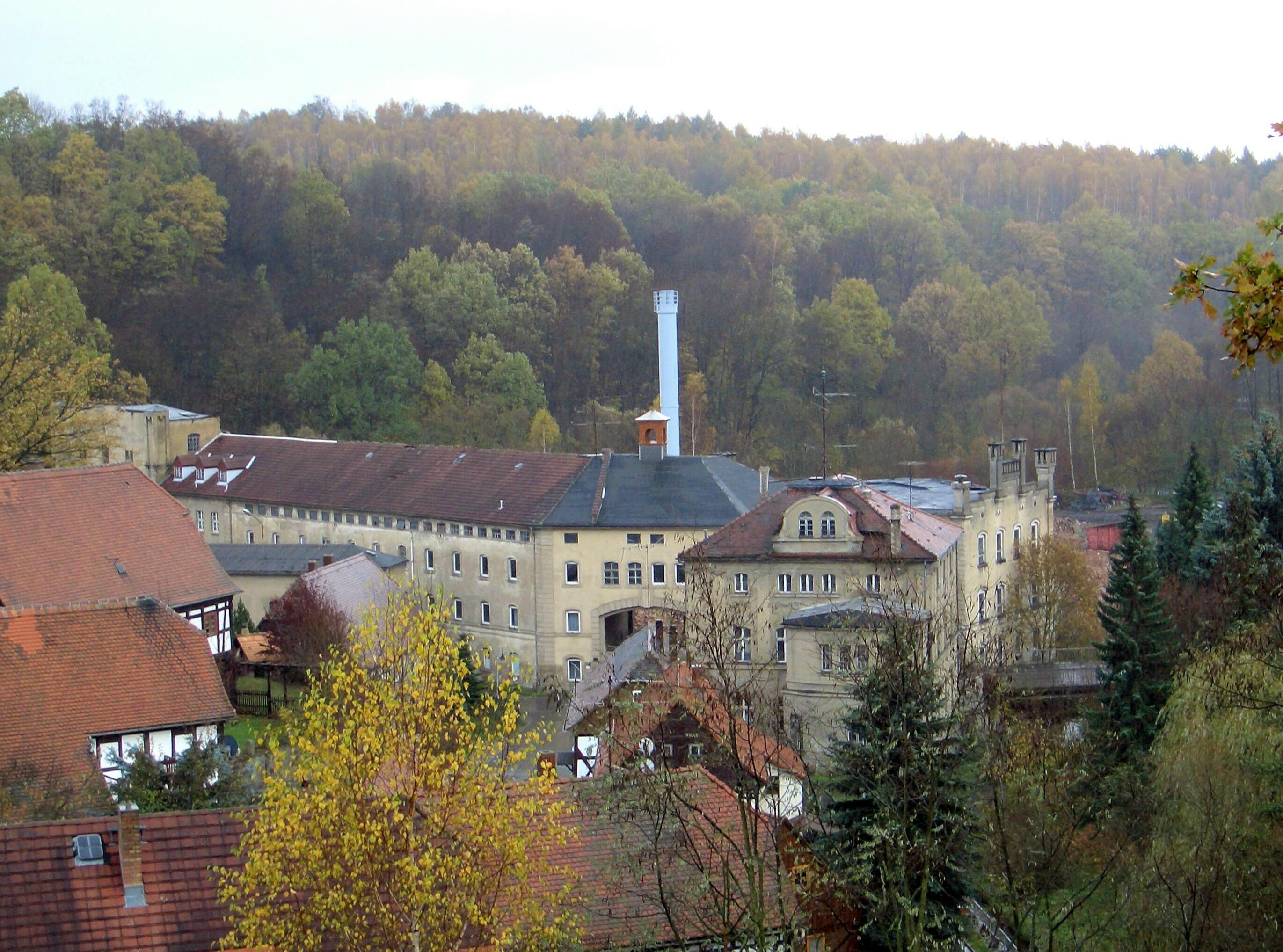
Der Betrieb im November 2006

## Expansion

Filialfabrik der Flachsspinnerei in Wustung (1905)

Ziegelei und Flachsspinnerei Hirschfelde, 1908

Um 1870 wurde der Betrieb vergrößert und die Beschäftigtenzahl wuchs auf etwa 1000. Ein Großbrand im Jahr 1877 vernichtete das Produktionshauptgebäude, das bis 1880 im englischen Stil neu errichtet wurde. Zum Unternehmen gehörten in der zweiten Hälfte des neunzehnten Jahrhunderts die Baumwollspinnerei und Warperei Furth bei Chemnitz, Flachsaufbereitungsanstalten in Marienberg und Lichtenberg in Sachsen und eine Filialfabrik für die Herstellung von Zwirnen in Wustung bei Friedland in Böhmen.
Der Sohn des Firmengründers Heinrich Carl Müllers, Heinrich Müller (1824–1899), errichtete 1898 in Hirschfelde eine Ziegelei. Aufgrund von Rohstoffmangel während des Ersten Weltkrieges wurde in der Zeit von 1914 bis 1917 in Hirschfelde eine Flachsaufbereitungsanstalt errichtet, um einheimischen Flachs verarbeiten zu können.

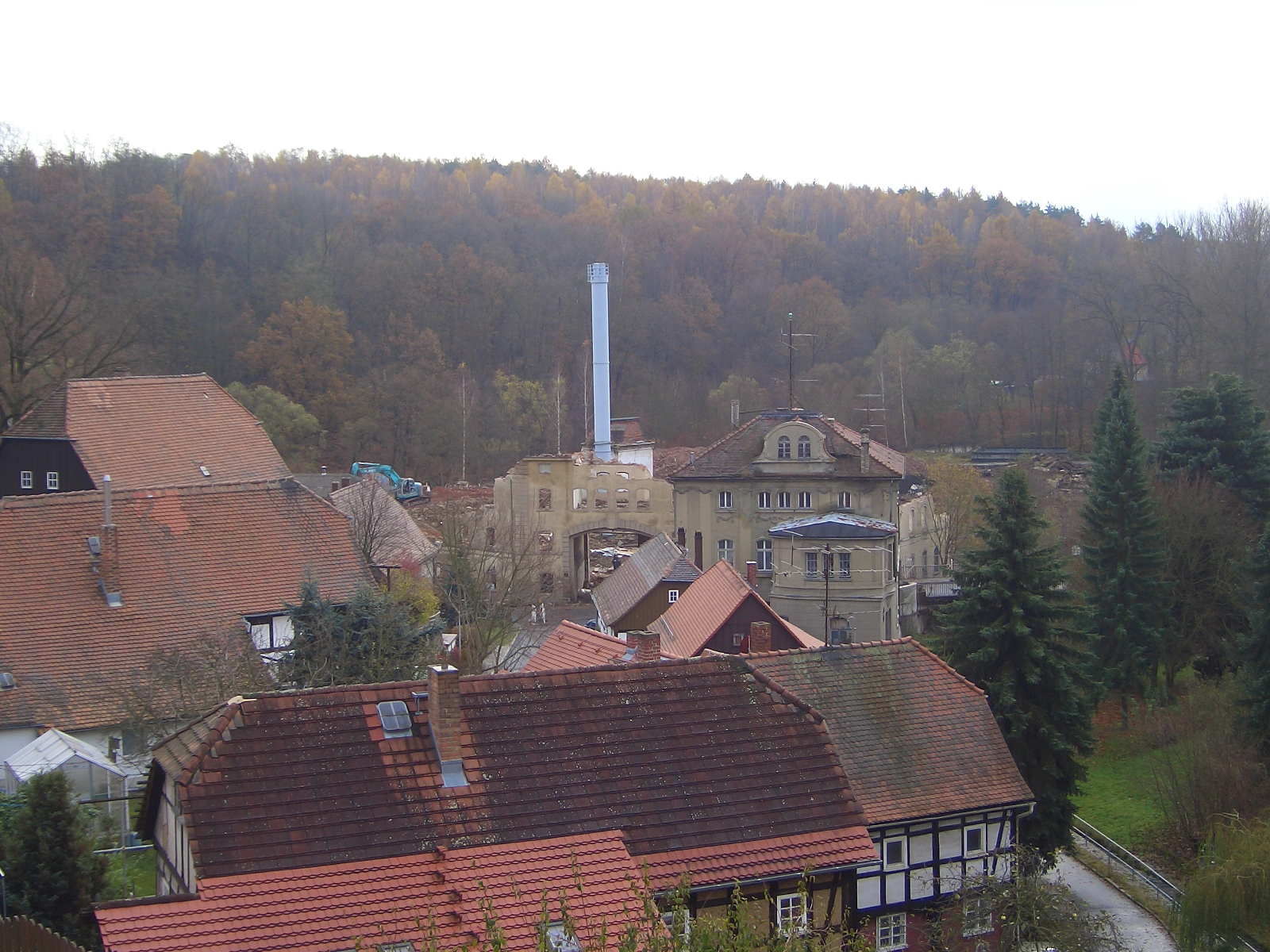
Der Betrieb am 13. November 2009

## Eigentumsverhältnisse
Heinrich Carl Müller übergab im Jahr 1871 offiziell die Geschäfte an seinen Sohn Heinrich Müller. Nach dessen Tod im Jahr 1899 wurden die Enkelkinder Heinrich Carl Müllers, Friedrich Carl Müller und Luise Dodel, geb. Müller (1863–1946), Inhaber des Müllerschen Besitzes, wobei Friedrich Carl Müller das operative Geschäft übernahm. Nach dessen frühen Tod 1916 war zunächst seine Witwe Helene Müller, geb. Knoblauch, vor Ort für die Geschäftsabwicklung zuständig. Bereits ein knappes Jahr nach dem Tode ihres Mannes ehelichte sie 1917 den Textilunternehmer und Kaufmann Max Lehmann, der in Cottbus eine Segeltuchweberei betrieb. Im Jahr 1918 wurde der in Erbengemeinschaft befindliche Besitz aufgeteilt. Die Flachsspinnerei Hirschfelde und das angrenzende Sägewerk wurden bis zum Tode Lehmanns im Jahr 1940 in der Eigentumsform Max und Helene Lehmann OHG (Offene Handelsgesellschaft) weitergeführt. Die anderen Besitzungen gingen an die restlichen Familienangehörigen über. Von 1940 bis zur Enteignung durch den Volksentscheid in Sachsen am 30. Juni 1946 war Helene Lehmann alleinige Besitzerin der Flachsspinnerei. Danach befand sich die Firma unter der Verwaltung landeseigener Betriebe Sachsens, ab 1949 als Volkseigener Betrieb (VEB).

## Entwicklung in der DDR
Mit Gründung der DDR firmierte der Betrieb als VEB Flachsspinnerei und Leinenzwirnerei Hirschfelde. Im Jahr 1952 gab es wieder an die 950 Beschäftigte, nachdem Weltwirtschaftskrise und der Zweite Weltkrieg einen Aderlass an Mitarbeitern forderte. Anfang der 1970er Jahre wurde mit der Kombinatsbildung VEB Technische Textilien und der damit verbundenen Neustrukturierung der Betriebe in Hirschfelde die Produktion umgestellt. Die Flachsverarbeitung musste der Produktion von Polyamidseide-Zwirnen weichen und in der Produktionsstätte Hirschfelde des VEB Vereinigte Leinenindustrie Werk 1 Großpostwitz begann eine neue Ära. Wegen des Mangels an Textilfacharbeitern wurden 1987 vietnamesische Arbeitskräfte unter Vertrag genommen und in dem Zusammenhang bis dahin ein Wohnheim für deren Unterkunft geschaffen.

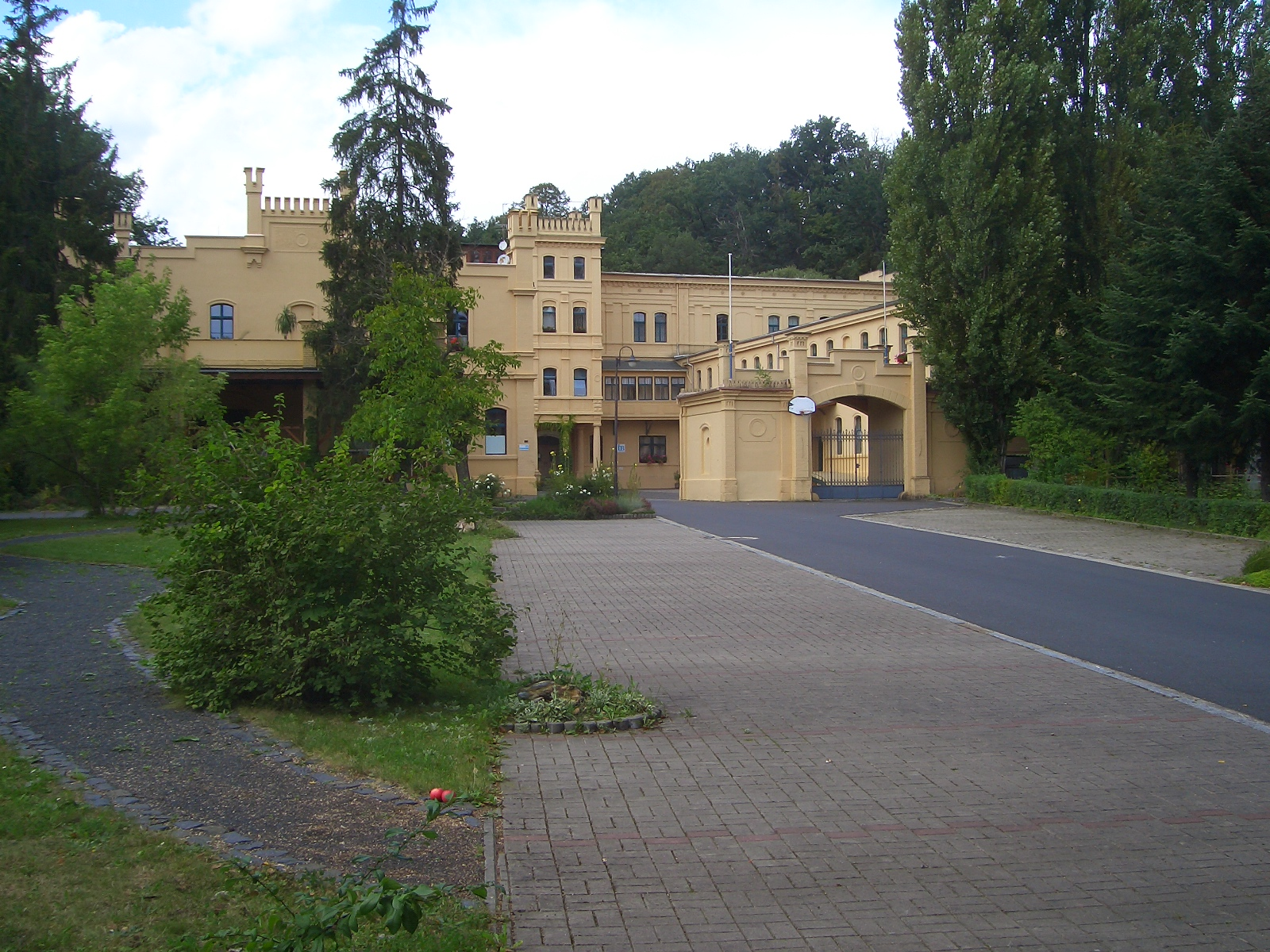
Ehemaliges Verwaltungsgebäude 2009

## Nachwendezeit
Nach dem Beitritt der DDR zur Bundesrepublik Deutschland entstand die Hirschfelder Leinen und Textil GmbH. Nach knapp 20 Jahren Unterbrechung begannen die Beschäftigten 1993 wieder mit der Produktion von Leinengarnen, wobei dazu der Betrieb im Vorfeld komplett umgerüstet werden musste. Nach einer Insolvenz im Jahr 2000 mit 103 Beschäftigten, übernahm im August 2001 die chinesische D’Long-Gruppe das betriebliche Anlagevermögen und mietete sich in die Immobilie ein. Die Weiterführung mit 60 Mitarbeitern erfolgte bis zur Beendigung der Produktion und Schließung des Betriebes im Dezember 2003. In den Jahren 2004 und 2005 wurde die Technik nach Rumänien ausgelagert. Im Jahr 2005 wurden Immobilie und Grundstück veräußert, und der Eigentümer veranlasste den Abriss der meisten Gebäude, der bis November 2006 dauerte. Danach wurde das Areal an einen ortsansässigen Unternehmer verkauft. Im Rahmen einer vom Freistaat Sachsen und der Stadt Zittau geförderten Revitalisierungsmaßnahme, beauftragte der Eigentümer im November 2009 die Firma A.R.D. Abbruch und Recycling Dresden GmbH mit der Beseitigung der verbliebenen Gebäude und der Gestaltung der Fläche. Mit dem Abriss endete die traditionelle Flachsverarbeitung in Hirschfelde endgültig.
Das im Tudorstil errichtete denkmalgeschützte Verwaltungsgebäude und das Wohnheim mit 40 Plätzen nutzte seit 1991 der Internationale Bund für Sozialarbeit / Jugendsozialwerk e. V. als IB Bildungszentrum Hirschfelde zur Berufsvorbereitung und Berufsausbildung behinderter und benachteiligter Jugendlicher. Die Berufsschule und Berufsbildende Förderschule waren seit 2002 staatlich anerkannt. Die Betreuung minderjähriger unbegleiteter Flüchtlinge führte in Hirschfelde zu Diskussionen mit den Einwohnern und wurde 2018 eingestellt. Außerdem bot der IB Gästezimmer zur Übernachtung an. Zum Ende September 2019 kündigte der Internationale Bund die vom Landkreis Görlitz angemieteten Gebäude und bezog kleinere Räumlichkeiten in der ehemaligen Musikschule auf dem früheren Zittauer Kasernengelände. Nach mehreren erfolglosen Ausschreibungen zum Verkauf will der Landkreis mit Unterstützung der Stiftung Kraftwerk Hirschfelde ein Nutzungskonzept für die leerstehende Immobilie entwickeln.